# Eduardo Tamariz Almendaro
Eduardo Tamariz Almendaro (Ciudad de México, México 18 de marzo de 1844 — 11 de junio de 1886, Puebla México) fue un arquitecto e ingeniero de raíces eminentemente poblanas que destacó por la promoción del estilo morisco en sus construcciones, siendo el creador de edificios emblemáticos en la Ciudad de Puebla.

## Vida
Nació el 18 de marzo de 1844, en la Ciudad de México, donde cursó la Escuela de Agricultura de San Jacinto. Terminó sus estudios en la Escuela Central de Artes y Oficios de París. Al regresar de Europa, fijó su residencia en Puebla. Desde 1867 tomó a su cargo la conclusión de las obras de la Penitenciaría, edificio que se encontraba en ruinas desde 1863, siguiendo el plano trazado por el destacado arquitecto poblano José Manzo pero a su vez incluyendo diseños propios.
De 1879 a 1885 se dedicó a la construcción de la Casa de la Maternidad, fundada con el legado del señor Luis Haro y Tamariz, quien deseaba que las mujeres desamparadas de Puebla tuvieran un lugar digno donde dar a luz. Obra por la cual el arquitecto no recibió remuneración alguna.
Fue encomendado también en la erección de un quiosco en el centro del Zócalo de la Ciudad de Puebla, el cual fue inaugurado en 1883. Mismo que fue demolido en 1962 con motivo de la modernización y dignificación emprendida por Eduardo Cué Merlo en vista del festejo del centenario de la Batalla del 5 de mayo.
Figura también en su haber, la remodelación del  extinto Molino de San Francisco, en la Ciudad de Puebla, el cual también era conocido como «Casa del Marquéz de Monserrate» el cual había sido adquirido por su tío Bernardo Mier, esposo de Manuela Almendaro. Es en este edificio donde su predilección por el estilo morisco fue más notable, ya que según el historiador Hugo Leicht, el interior de este edificio asemejaba las salas de la Alhambra de Granada.
Tiene el mérito de haber sido el introductor del hierro como elemento de construcción en Puebla, y así mismo con su estilo particular influir notablemente en las construcciones posteriores a finales del siglo XIX y principios del siglo XX.
Como ingeniero, fue encargado de proyectar el trazo de la vía férrea que habría de unir a la Ciudad de Puebla con Atlixco, edificando el Puente de la Unión sobre el río Atoyac (mismo que aún funciona). Igualmente proyectó y ejecutó las obras de captación de las aguas del río Atoyac en Portezuelo, para suministrar la primera planta eléctrica que habría de alimentar a la Ciudad de Puebla.
El 26 de julio de 1877 contrajo matrimonio con la señorita Trinidad Sánchez Saavedra, procreando a María del Carmen Tamariz Sánchez (1878), Eduardo Tamariz Sánchez (1880-1957) Roberto Tamariz Sánchez (1881) y a León Tamariz Sánchez (1885)

## Homenaje
El arquitecto falleció en la Ciudad de Puebla el 11 de junio de 1886. Sus restos  actualmente reposan en la Capilla de la Maternidad. Su lápida sepulcral existe en el piso frente a las gradas del presbiterio.
En 1887 por acuerdo de cabildo, le fue dado el nombre de «Calle de Eduardo Tamariz» a la actual avenida 4 poniente 300 en la Ciudad de Puebla, nombre oficial vigente hasta 1917.